# زلزال الإكوادور 2016
زلزال الإكوادور هو زلزال حدث بقوة 7.8 درجات على مقياس ريختر ضرب الإكوادور في يوم 16 أبريل 2016 في حوالي الساعة السابعة مساءً بتوقيت الإكوادور، وغطى مساحة 27 كلم بالقرب من بلدة موسين شمال غرب البلاد، حيث وصل عدد القتلى إلى 442 شخصًا و2000 جريح في حصيلة غير نهائية. وأعلن الرئيس الإكوادوري رفاييل كوريا عن حالة الطوارئ في البلاد وعن تهييئ 13 ألف من عناصر الجيش والشرطة لأجل عمليات الإنقاذ.